# تراوت ولی (نیومکزیکو)
تراوت ولی (به انگلیسی: Trout Valley) یک منطقهٔ مسکونی در ایالات متحده آمریکا است که در شهرستان گرنت، نیومکزیکو واقع شده‌است. تراوت ولی ۱۶ نفر جمعیت دارد و ۱٬۸۰۴٫۱۳ متر بالاتر از سطح دریا واقع شده‌است.